# Tama Point
Der Tama Point (norwegisch Perleknausen) ist eine Landspitze an der Kronprinz-Olav-Küste des ostantarktischen Königin-Maud-Lands. Sie liegt 5 km nordöstlich des Tama-Gletschers.
Kartografiert und fotografiert wurde sie von Teilnehmern der von 1957 bis 1962 dauernden japanischen Antarktisexpedition, die sie als 玉岬 Tama-misaki, deutsch ‚Perlenkap‘, benannten. Das US-amerikanische Advisory Committee on Antarctic Names übertrug 1968 die japanische Benennung ins Englische.